# Piet Damen
Piet Damen (Lieshout, 20 juli 1934) is een voormalig Nederlands wielrenner.

## Biografie
Damen was professioneel wielrenner van 1958 tot 1967. Als amateur was hij een veelbelovend talent toen hij in de Vredeskoers na winst in de derde etappe de leiding overnam van de Russische kampioen Viktor Kapitonov (de latere olympisch kampioen van 1960) en deze tot het eind vasthield. Hij is de enige Nederlander die het presteerde om deze wedstrijd te winnen. Na deze overwinning werd hij professional en nam hij deel aan de Ronde van Frankrijk waar hij een zeer verdienstelijke 11e plaats behaalde in de eindrangschikking. Na de Tour behaalde hij zijn grootste overwinning in zijn carrière door zijn titel als Nationaal Kampioen op de weg.
In de jaren die volgden kon hij echter de hoge verwachtingen niet waarmaken, mede door veel tegenslagen.

## Belangrijkste overwinningen
1957
- Ronde van Overijssel

1958
- 3e etappe Vredeskoers
- Eindklassement Vredeskoers

1959
- Nederlands kampioen op de weg, Elite
- Grote Prijs van Locle

1962
- GP Union

## Resultaten in voornaamste wedstrijden
| Jaar | Ronde van Italië | Ronde van Frankrijk | Ronde van Spanje |
| ---- | ---------------- | ------------------- | ---------------- |
| 1958 |                  | 11e                 |                  |
| 1959 |                  | 27e                 |                  |
| 1960 | opgave           | 27e                 |                  |
| 1961 |                  | 51e                 | opgave           |
| 1962 |                  |                     |                  |
| 1963 | opgave           |                     |                  |
| 1964 |                  | opgave              |                  |

| Jaar | Milaan-San Remo | Gent-Wevelgem | Ronde van Vlaanderen | Parijs-Roubaix | Luik-Bast.‑Luik | Rund um den Henninger-Turm | Waalse Pijl |  | WK op de weg |
| ---- | --------------- | ------------- | -------------------- | -------------- | --------------- | -------------------------- | ----------- |  | ------------ |
| 1958 |                 |               |                      |                |                 |                            |             |  | 17e          |
| 1959 |                 |               |                      |                |                 |                            | 19e         |  | 20e          |
| 1960 | 43e             |               | 58e                  | 73e            |                 |                            |             |  | 8e           |
| 1961 |                 |               |                      |                |                 |                            |             |  |              |
| 1962 |                 | 23e           | 22e                  | 61e            |                 | 4e                         | 12e         |  | 19e          |
| 1963 |                 |               |                      |                | 42e             |                            |             |  | 11e          |
| 1964 |                 |               |                      |                |                 |                            |             |  |              |